# Пјетре Моле (Палермо)
Пјетре Моле је насеље у Италији у округу Палермо, региону Сицилија.
Према процени из 2011. у насељу је живело 87 становника. Насеље се налази на надморској висини од 136 м.